# Земята на мъртвите
„Земята на мъртвите“ (на английски: Land of the Dead) е американски филм на ужасите от 2005 г.

## Сюжет
Внимание:  Текстът по-долу разкрива сюжета на произведението (или части от него)!
Живите мъртви бродят из запустял свят, докато живите се опитват да оцелеят в укрепен град. Група наемници трябва да ги защити.

## Актьорски състав
- Саймън Бейкър – Райли Денбо
- Джон Легуизамо – Коло ДеМора
- Денис Хопър – Пол Кауфман
- Азия Аргенто – Слек
- Робърт Джой – Чарли Хук
- Юджийн Кларк – Биг Деди Зомби